# Enteropogon monostachyus
Enteropogon monostachyus är en gräsart som först beskrevs av Vahl, och fick sitt nu gällande namn av Karl Moritz Schumann och Adolf Engler. Enteropogon monostachyus ingår i släktet Enteropogon och familjen gräs. Inga underarter finns listade i Catalogue of Life.